# Medea-hypothese
De Medea-hypothese is de theorie, in 2009 ontwikkeld door de Amerikaanse paleontoloog Peter Ward, die stelt dat de biosfeer, beschouwd als een complex organisme, uiteindelijk suïcidaal is. Deze theorie wordt vaak gezien als het tegendeel van de Gaia-hypothese, in 1969 ontwikkeld door James Lovelock, hoewel er ook overeenkomsten bestaan.
De Medea-hypothese beschouwt daarom de door microben veroorzaakte massa-extincties als pogingen van de Aarde om terug te keren naar een door microben gedomineerde oertoestand waarin de Aarde zich het grootste deel van zijn geschiedenis bevond. Voorbeelden van dergelijke massa-extincties zijn:
- de methaanvergiftiging, 3,5 miljard jaar geleden
- de zuurstofcrisis, 2,7 miljard jaar geleden
- Sneeuwbalaarde, 650 miljoen jaar geleden
- verschillende extincties zoals de Perm-Trias-massa-extinctie, 251 miljoen jaar geleden.

De Medea-hypothese zou ook een factor kunnen zijn in overwegingen rond de Fermi-paradox. De hypothese is genoemd naar de mythologische tovenares Medea, die haar eigen kinderen vermoordde.